# Linnaemya consobrinus
Linnaemya consobrinus là một loài ruồi trong họ Tachinidae.